# Dan le bouclier
Dan le boulier est le cinquième épisode de la vingt-quatrième saison et le 513e épisode de la série Simpson. Il est sorti en première sur la chaîne américaine Fox le 18 novembre 2012.

## Synopsis
Homer recrute un nouveau membre dans son équipe de bowling, Dan Gillick... qui s'avère être le comptable de Gros Tony. Dan prendra la place du mafieux tandis que celui-ci est appelé pour faire partie d'un jury. Il sera chargé de réduire les coûts de fonctionnement de la mafia, ce qu'il essayera de faire à sa façon. Pendant ce temps, Lisa, qui a ajouté les insectes à son régime végétarien, est rongée par la culpabilité et fait des cauchemars.